# ناحیه گیلچریست، شهرستان پاپ، مینه سوتا
ناحیه گیلچریست (به انگلیسی: Gilchrist Township) یک منطقهٔ مسکونی در ایالات متحده آمریکا است که در شهرستان پوپ، مینه‌سوتا واقع شده‌است.
 ناحیه گیلچریست ۹۲٫۰ کیلومتر مربع مساحت و ۲۳۹ نفر جمعیت دارد و ۳۶۷ متر بالاتر از سطح دریا واقع شده‌است.